# Institut de Santa Fe
L'Institut de Santa Fe (Santa Fe Institute ou SFI) est un institut de recherche spécialisé dans l'étude des systèmes complexes. Il se situe à Santa Fe (Nouveau-Mexique), et a été fondé par George Cowan, David Pines, Stirling Colgate, Murray Gell-Mann, Nick Metropolis, Herb Anderson, Peter A. Carruthers, et Richard Slansky en 1984. Ils étaient à l'époque tous sauf Pines et Gell-Mann scientifiques au laboratoire national de Los Alamos.

## Recherches
Le système adaptatif complexe et plus généralement les systèmes complexes constituent le cœur des travaux de l'Institut.
Les recherches récentes ont notamment inclus des études sur le calcul évolutionnaire, les lois d'échelle métaboliques et écologiques, les propriétés fondamentales des villes, la diversification évolutive des souches virales, les interactions et les conflits des groupes sociaux primates, l'histoire des langues, la structure et la dynamique des interactions entre espèces, y compris les réseaux trophiques, la dynamique des marchés financiers, et l'émergence de la hiérarchie et de la coopération chez l'espèce humaine, ainsi que l'innovation biologique et technologique,,.
Historiquement, les chercheurs affiliés à l'institut ont joué des rôles à des degrés divers dans le développement et l'utilisation de méthodes d'étude des systèmes complexes, notamment la modélisation à base d'agents, la théorie des réseaux, l'immunologie computationnelle, la physique des marchés financiers, les algorithmes génétiques, la physique de l'informatique et l'apprentissage automatique.
L'institut étudie également des sujets fondamentaux dans la physique et les mathématiques des systèmes complexes, en utilisant des outils de disciplines connexes telles que la théorie de l'information, la combinatoire, la théorie de la complexité algorithmique et la physique de la matière condensée. Des recherches récentes dans ce domaine ont inclus des études sur la transition de phase dans les problèmes NP-hard.
Parmi les centres d'intérêt et réalisations de l'institut figurent :
- la recherche sur la complexité, qui a conduit à des efforts pour créer des modèles de vie artificielle imitant d'organismes et d'écosystèmes réels dans les années 1980 et 1990[1] ;
- des contributions fondamentales au domaine de la théorie du chaos[1] ;
- des contributions fondamentales au domaine des algorithmes génétiques[4] ;
- des contributions fondamentales à l'école de pensée de l'économie de la complexité[5] ;
- des contributions fondamentales au domaine de l'éconophysique[5] ;
- des contributions fondamentales au domaine des réseaux complexes[6] ;
- des contributions fondamentales au domaine de la biologie des systèmes[7] ;
- le projet « Évolution des langues humaines », une tentative de retracer toutes les langues humaines à un ancêtre commun (langue proto-humaine)[8].

## Programmes éducatifs
L'Institut de Santa Fe propose un certain nombre de programmes éducatifs visant à initier les élèves, du collège à l'école supérieure, aux idées fondamentales des systèmes complexes. Le programme éducatif le plus ancien est l'école d'été annuelle sur les systèmes complexes. Le CSSS accueille 50 à 60 étudiants diplômés et postdoctoraux de première année, ainsi que quelques boursiers du réseau des entreprises, pour un cours de quatre semaines sur les systèmes complexes. Les conférences sont données par des chercheurs de l'Institut et les étudiants travaillent sur un petit projet collaboratif sur les systèmes complexes.
L'institut décerne aussi annuellement un prix annuel pour l'excellence scientifique à un élève du lycée local et à un enseignant local.
Les programmes éducatifs incluent :
- une école d'été sur les systèmes complexes (niveau diplômé et postdoctoral)[2],[10] ;
- un atelier de troisième cycle en sciences sociales computationnelles (niveau diplômé)[10] ;
- une école d'été sur la soutenabilité mondiale (niveau diplômé)[11] ;
- des expériences de recherche pour des étudiants de premier cycle (niveau de premier cycle)[10].

Depuis les années 1980, l'Institut de Santa Fe organise aussi des conférences publiques gratuites (qui se tiennent en général au Lensic Center de Santa Fe. (5 à 6 conférences par an, en moyenne, faite par des professeurs et chercheurs externes invités par l'institut. Elles sont depuis quelques années enregistrées et mises à disposition sur des plateformes vidéo telles que YouTube.
Des cours en ligne (MOOC…) sur les systèmes complexes, le premier datant de 2013.
En octobre 2019, l'Institut a lancé Complexity Podcast, un programme hebdomadaire de discussion scientifique avec le grand public mettant en vedette des interviews approfondies avec des chercheurs du SFI.

## Scientifiques associés à l'Institut de Santa Fe
- W. Brian Arthur
- Per Bak
- John L. Casti
- Jim Crutchfield
- J. Doyne Farmer
- Jessica Flack
- Walter Fontana
- Murray Gell-Mann
- John H. Holland
- Stuart Kauffman
- David Krakauer
- Christopher Langton
- Brian Goodwin
- Robert May
- John H. Miller
- Melanie Mitchell
- Mark Newman
- Ricard V. Solé
- Duncan Watts
- David B. Weinberger
- Douglas White
- Hans Joachim Schellnhuber

## Résultats obtenus depuis sa fondation
Des spin-offs ont été créés à l'institut :
1. BiosGroup
2. Swarm Development Group
3. Prediction Company